# Fantio
Fantio (auch: Fantyo) ist ein Dorf in der Landgemeinde Gorouol in Niger.

## Geographie
Das von einem traditionellen Ortsvorsteher (chef traditionnel) geleitete Dorf befindet sich etwa 50 Kilometer südwestlich von Kolmane, dem Hauptort der Landgemeinde Gorouol, die zum Departement Téra in der Region Tillabéri gehört. Ein größeres Dorf in der Umgebung von Fantio ist das rund 10 Kilometer entfernte Dolbel im Norden. Die Staatsgrenze zu Burkina Faso im Westen ist etwa 7 Kilometer entfernt.
Die Siedlung ist Teil der Sahelzone. Fantio liegt am linken Ufer des zeitweise wasserführenden Flusses Gorouol. In der Gegend des Dorfs befindet sich das größte Nickel-Vorkommen Nigers. Es rührt von der Verwitterung ultrabasischen Gesteins her und umfasst 200.000 Tonnen mit einem Anteil von 0,8 Prozent Nickel.

## Geschichte
Wie in zahlreichen anderen Orten in der Grenzregion zu Burkina Faso und Mali war es bis Mitte 2020 zu einem Eindringen nichtstaatlicher bewaffneter Gruppen gekommen. Das Dorf wurde erneut am 22. Juni 2021 und mutmaßlich von der Terrorgruppe Islamischer Staat in der Größeren Sahara angegriffen. Die Angreifer töteten einen Schuldirektor und einen Bildungsangestellten im Ruhestand und stohlen Vieh. Bei einem Terrorangriff am 4. Dezember 2021 wurden in Fantio zwölf Soldaten der Streitkräfte Nigers und Dutzende Terroristen getötet.

## Bevölkerung
Bei der Volkszählung 2012 hatte Fantio 1366 Einwohner, die in 127 Haushalten lebten. Bei der Volkszählung 2001 betrug die Einwohnerzahl 1703 in 209 Haushalten und bei der Volkszählung 1988 belief sich die Einwohnerzahl auf 1165 in 127 Haushalten.

## Kultur und Sehenswürdigkeiten
Die römisch-katholische Christi-Himmelfahrt-Kirche im Dorf gehört zur Pfarre Dolbel-Fantio, die 1957 gegründet wurde.

## Wirtschaft und Infrastruktur
Im Dorf wird ein Wochenmarkt abgehalten. Der Markttag ist Samstag. Mit dem kleinen Damm von Fantio wird zu bestimmten Zeiten im Jahr Wasser aufgestaut. Es gibt eine Schule im Ort.